# Сіях-Чаль (Талеш)
Сіях-Чаль (перс. سياه چال) — село в Ірані, у дегестані Асалем, у бахші Асалем, шагрестані Талеш остану Ґілян. За даними перепису 2006 року, його населення становило 528 осіб, що проживали у складі 136 сімей.

## Клімат
Середня річна температура становить 14,05°C, середня максимальна – 27,46°C, а середня мінімальна – -0,45°C. Середня річна кількість опадів – 760 мм.
| Клімат поселення                              | Клімат поселення | Клімат поселення | Клімат поселення | Клімат поселення | Клімат поселення | Клімат поселення | Клімат поселення | Клімат поселення | Клімат поселення | Клімат поселення | Клімат поселення | Клімат поселення | Клімат поселення |
| Показник                                      | Січ.             | Лют.             | Бер.             | Квіт.            | Трав.            | Черв.            | Лип.             | Серп.            | Вер.             | Жовт.            | Лист.            | Груд.            |                  |
| Середній максимум, °C                         | 9,89             | 10,54            | 12,55            | 17,48            | 21,95            | 25,37            | 27,46            | 27,25            | 22,98            | 20,50            | 16,12            | 11,74            |                  |
| Середня температура, °C                       | 4,72             | 5,37             | 7,39             | 12,30            | 16,78            | 20,18            | 23,43            | 23,22            | 18,95            | 16,48            | 12,08            | 7,70             |                  |
| Середній мінімум, °C                          | −0,45            | 0,20             | 2,20             | 7,12             | 11,61            | 15,02            | 19,40            | 19,18            | 14,92            | 12,44            | 8,05             | 3,68             |                  |
| Норма опадів, мм                              | 73               | 63               | 67               | 54               | 39               | 24               | 10               | 33               | 80               | 119              | 92               | 106              |                  |
| Середньомісячна швидкість вітру, м/с          | 2.30             | 2.40             | 2.40             | 2.30             | 2.30             | 2.60             | 2.60             | 2.40             | 2.20             | 2.06             | 1.93             | 2.02             |                  |
| Середньомісячна сонячна радіація, кДж/м²·день | 6806             | 9085             | 11201            | 15842            | 20096            | 23002            | 23875            | 20080            | 16382            | 11146            | 8436             | 6464             |                  |
| --------------------------------------------- | ---------------- | ---------------- | ---------------- | ---------------- | ---------------- | ---------------- | ---------------- | ---------------- | ---------------- | ---------------- | ---------------- | ---------------- | ---------------- |
| Джерело:                                      |                  |                  |                  |                  |                  |                  |                  |                  |                  |                  |                  |                  |                  |